# Anker Eli Petersen

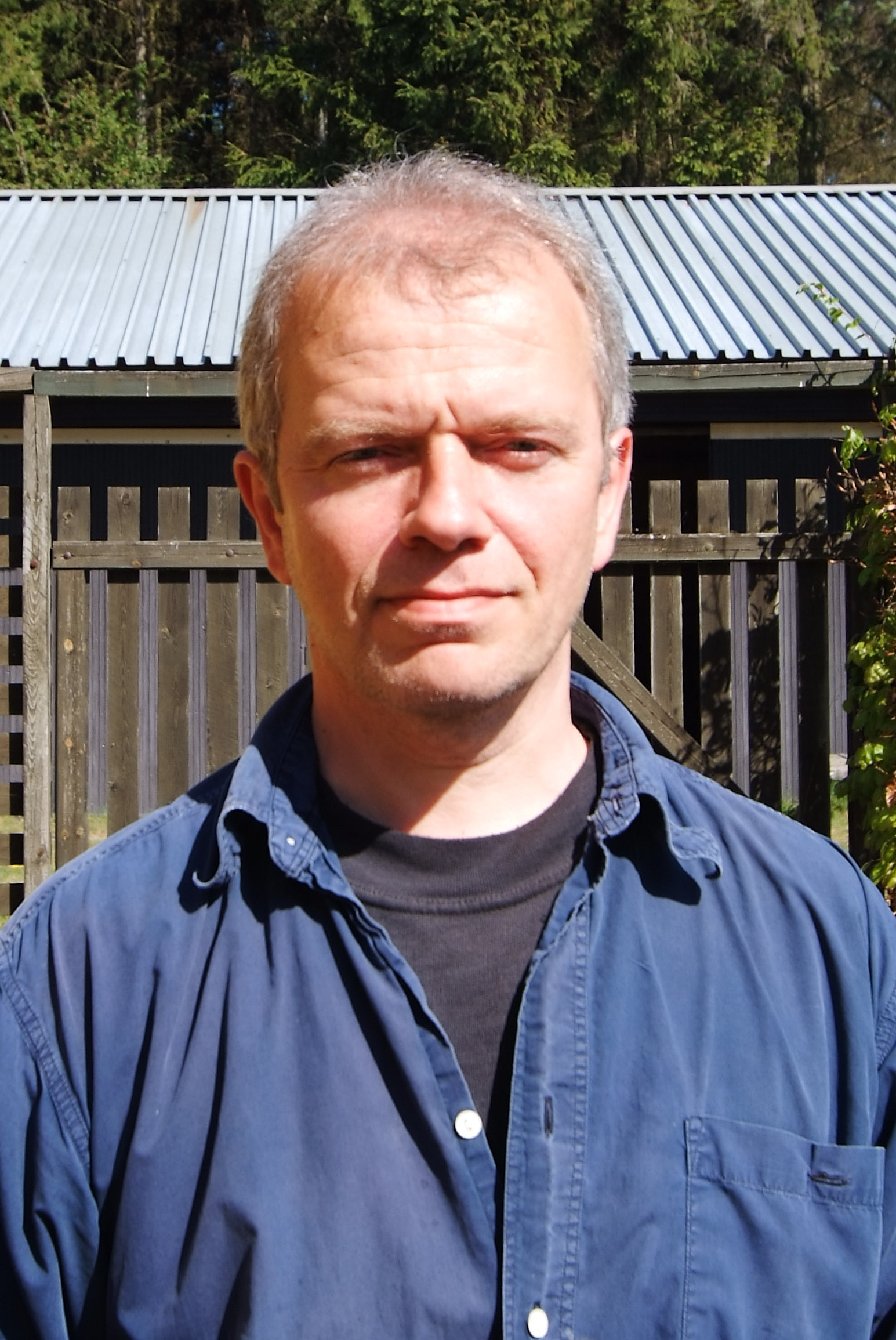
Anker Eli Petersen

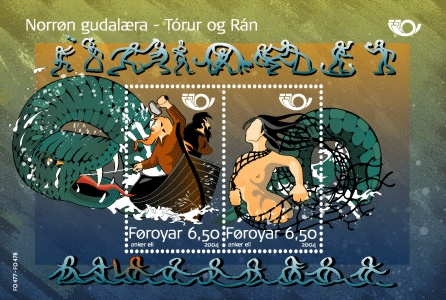
Thor und Rán – färöischer Briefmarkenblock von Anker Eli Petersen (2004)

Anker Eli Petersen (* 7. Juni 1959 in Tvøroyri, Färöer) ist ein färöischer Grafiker, Briefmarken-Gestalter und Autor.
Viele der Briefmarken des Postverk Føroya stammen aus Anker Elis Hand (in dieser Form steht sein Name auf den Marken). Anker Eli bedient sich der Technik der Collage und Computergrafik. Seine Motive sind oft historischer Natur. Die neueren färöischen Briefmarken zur nordischen Mythologie sind von ihm. Seine großen künstlerischen Vorbilder sind William Heinesen und Elinborg Lützen.
Anker Eli arbeitet auch als Webdesigner für die färöische Post und gestaltet dort aufwendige Seiten in mehreren Sprachen.
Als Autor übersetzt A.E. Petersen alte Texte aus dem altnordischen, schreibt Kinderlieder und andere Texte für färöische Musiker. Darüber hinaus hat er viele Bücher illustriert.
Sein Kinderlied Á ferð til dreymalands (Auf der Reise ins Traumland) gehört zu den populärsten färöischen Kinderliedern und wurde 1990 von Terji Rasmussen vertont. Zuletzt wurde es von Eivør Pálsdóttir, Lena Anderssen und Guðrun Sólja Jacobsen 2006 in Tórshavn live aufgeführt. Ebenfalls von Terji Rasmussen vertont wurde das Lied Ljóðsmynd (Lautgemälde), das zum färöischen Lied des 20. Jahrhunderts gewählt wurde. Das melancholische Lied erzählt von zufälligen Umweltgeräuschen und ist nach Petersens Aussage entstanden, als ihm „nichts einfiel“. Beide Lieder befinden sich auf dem modernen Klassiker Terji og Føstufressar, das als erstes professionelles Rock-Pop-Album der färöischen Musikgeschichte gilt.